# Erysimum nanum
Erysimum nanum är en korsblommig växtart som beskrevs av Pierre Edmond Boissier och Rudolph Friedrich Hohenacker. Erysimum nanum ingår i släktet kårlar, och familjen korsblommiga växter. Inga underarter finns listade i Catalogue of Life.